# Syzygium brachyurum
Syzygium brachyurum är en myrtenväxtart som beskrevs av Elmer Drew Merrill. Syzygium brachyurum ingår i släktet Syzygium och familjen myrtenväxter. Inga underarter finns listade i Catalogue of Life.